# جورجي بابوف
جورجي بابوف (بالبلغارية: Георги Попов)‏ مواليد 14 يوليو 1944 في بلوفديف، هو لاعب كرة قدم بلغاري سابق كان يلعب كلاعب وسط. سبق له أن لعب في كأس العالم لكرة القدم مع منتخب بلاده.

## المسيرة الاحترافية

### أندية لعب لها
- نادي بوتيف بلوفديف

## روابط خارجية
- جورجي بابوف على موقع الاتحاد الدولي (مؤرشف)  (الإنجليزية)
- جورجي بابوف على موقع قاعدة بيانات كرة القدم.إي يو (الإنجليزية)
- جورجي بابوف على موقع ناشيونال فوتبول تيمز (الإنجليزية)
- جورجي بابوف على موقع عالم كرة القدم.نت (الإنجليزية)